# ジュール・デュフォール

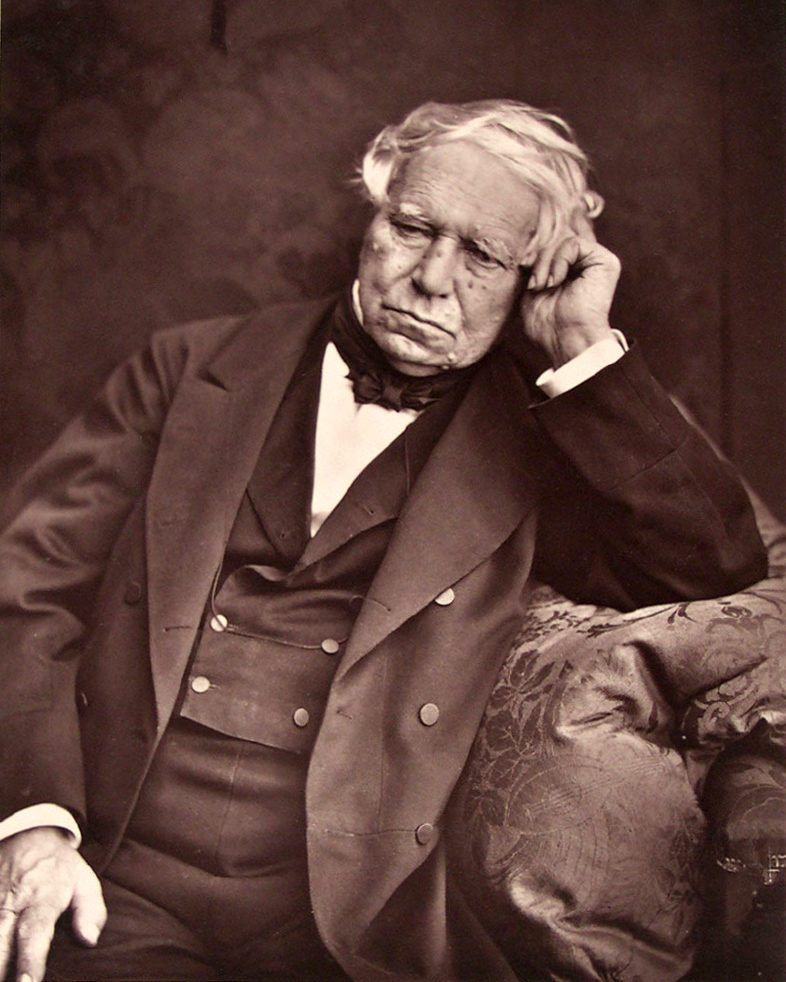
アントワーヌ・サミュエル・アダム＝サロモンによる肖像写真。

ジュール・アルマン・スタニスラス・デュフォール（フランス語: Jules Armand Stanislas Dufaure、1798年12月4日 – 1881年6月28日）は、フランスの政治家、弁護士。七月王政期に公共事業大臣を、第二共和政期に内務大臣を、第三共和政期に司法大臣と首相を務めた。

## 略歴
1798年12月4日、シャラント＝マリティーム県ソージョンで生まれた。ボルドーで弁護士になり、その弁舌で名声を得たのち、法曹界から政界に転じ、1834年に代議院議員に選出された。
1839年にスールト内閣の公共事業大臣に就任し、フランスの鉄道建設を推進したが、1840年に解任された。解任後は野党に転じ、1848年のフランス革命で共和制を支持して穏健共和派になった。同年10月13日にカヴェニャック内閣の内務大臣に就任したが、12月の大統領選挙でカヴェニャックが敗北すると一時引退し、第二帝政期には政界とかかわらずパリで弁護士業に勤しんだ。1862年に弁護士会会長に選出され、1863年にはアカデミー・フランセーズ会員に選出された。
1871年に国民議会議員に選出され、議会でアドルフ・ティエールを実質的な大統領に推挙した。そして、デュフォールは中道左派の党首として司法大臣に就任、裁判員法を可決させた。1873年にティエールとともにいったん失脚したものの、1875年のビュフェ内閣で再び司法大臣になり、さらに1876年3月9日には閣僚評議会議長（首相）に就任した。同年に終身上院議員に選出されたが、代議院では共和左派、元老院では王党派からの攻撃に晒され、12月12日に辞任した。
1877年5月16日危機を経て王党派の勢力が弱まると、1877年12月24日に復帰した。1879年1月に王党派の大統領パトリス・ド・マクマオンに迫って辞任させたが、直後（2月1日）に自身も野党の攻撃に疲れて辞任した。
1881年6月28日、リュエイユで死去した。